# James Naughton
James Naughton (* 6. Dezember 1945 in Middletown, Connecticut) ist ein US-amerikanischer Schauspieler.

## Leben
James Naughton schloss im Jahr 1967 als Bachelor das Studium der Kulturwissenschaft an der Brown University ab. Im Jahr 1970 absolvierte er als Master der Kunst die Yale University. Er debütierte an der Seite von Timothy Bottoms im Fernsehdrama Look Homeward, Angel aus dem Jahr 1972. In der Fernsehserie Planet der Affen (1974) spielte er eine der größeren Rollen.
In der Komödie Der Club der Teufelinnen (1996) spielte Naughton an der Seite von Goldie Hawn, Diane Keaton und Bette Midler. Für diese Rolle gewann sie im Jahr 1996 als Mitglied des Schauspielerensembles den National Board of Review Award. Im Thriller Oxygen spielte er die Rolle von Clark Hannon, dem Ehemann der von Harry Houdini (Adrien Brody) entführten Frances Hannon (Laila Robins). Für die Rollen in den Musicals City of Angels und Chicago gewann er in den Jahren 1990 und 1997 jeweils einen Tony Award in der Kategorie Bester Hauptdarsteller in einem Musical. Er führte außerdem Regie der im Jahr 2003 produzierten Fernsehverfilmung Our Town des Theaterstücks Unsere kleine Stadt mit Paul Newman in einer der Rollen.
Die Kinder von James Naughton, Greg Naughton (* 1968) und Keira Naughton (* 1971), sowie sein Bruder David (* 1951) sind ebenfalls Schauspieler.

## Filmografie (Auswahl)
- 1972: Look Homeward, Angel
- 1973: Zeit der Prüfungen (The Paper Chase)
- 1974: Planet der Affen (Planet of the Apes, Fernsehserie)
- 1981: Der Bunker
- 1982: Dies ist mein Kind! (My Body, My Child)
- 1985: Katzenauge (Cat's Eye)
- 1987: Die Glasmenagerie (The Glass Menagerie)
- 1988: Der Preis der Gefühle (The Good Mother)
- 1991: Memorial: Letters from American Soldiers
- 1994: Die Vögel II – Die Rückkehr (The Birds II: Land’s End)
- 1996: Der Club der Teufelinnen (The First Wives Club)
- 1996: Mr. Präsident Junior (First Kid)
- 1999: Oxygen
- 2000: Labor Pains
- 2000: The Truth About Jane
- 2006: Der Teufel trägt Prada (The Devil Wears Prada)
- 2006: Factory Girl
- 2007: Upper East Side Love (Suburban Girl)
- 2007–2008: Gossip Girl (Fernsehserie)
- 2013–2014: Hostages (Fernsehserie)